# Asphondylia paucidentata
Asphondylia paucidentata är en tvåvingeart som beskrevs av Peter Kolesik 2000. Asphondylia paucidentata ingår i släktet Asphondylia och familjen gallmyggor. Inga underarter finns listade i Catalogue of Life.